# Brent Price
Hartley Brent Price (Shawnee, 9 dicembre 1968) è un ex cestista statunitense, professionista nella NBA.
È il fratello di Mark Price.

## Carriera
È stato selezionato dai Washington Bullets al secondo giro del Draft NBA 1992 (32ª scelta assoluta).

## Statistiche

### College
| Anno      | Squadra          | PG  | PT | MP   | TC%  | 3P%  | TL%  | RP  | AP  | PRP | SP  | PP   |
| --------- | ---------------- | --- | -- | ---- | ---- | ---- | ---- | --- | --- | --- | --- | ---- |
| 1987-1988 | S.C. Gamecocks   | 29  | -  | 22,2 | 46,0 | 43,8 | 85,7 | 1,6 | 2,7 | 1,4 | 0,0 | 10,7 |
| 1988-1989 | S.C. Gamecocks   | 30  | -  | 31,7 | 49,0 | 48,9 | 84,4 | 2,5 | 4,3 | 1,7 | 0,1 | 14,4 |
| 1990-1991 | Oklahoma Sooners | 35  | 34 | 34,2 | 41,6 | 36,8 | 81,3 | 3,6 | 5,5 | 2,8 | 0,2 | 17,5 |
| 1991-1992 | Oklahoma Sooners | 30  | -  | 35,5 | 46,5 | 39,2 | 78,9 | 3,7 | 6,2 | 2,7 | 0,2 | 18,7 |
| Carriera  | Carriera         | 124 | 34 | 31,1 | 45,4 | 41,0 | 81,8 | 2,9 | 4,7 | 2,2 | 0,1 | 15,5 |

### NBA

#### Regular Season
| Anno      | Squadra             | PG  | PT | MP   | TC%  | 3P%  | TL%  | RP  | AP  | PRP | SP  | PP   |
| --------- | ------------------- | --- | -- | ---- | ---- | ---- | ---- | --- | --- | --- | --- | ---- |
| 1992-1993 | Washington Bullets  | 68  | 9  | 12,6 | 35,8 | 16,7 | 79,4 | 1,5 | 2,3 | 0,8 | 0,0 | 3,9  |
| 1993-1994 | Washington Bullets  | 65  | 13 | 15,9 | 43,3 | 33,3 | 78,2 | 1,4 | 3,3 | 0,8 | 0,0 | 6,2  |
| 1995-1996 | Washington Bullets  | 81  | 50 | 25,2 | 47,2 | 46,2 | 87,4 | 2,8 | 5,1 | 1,0 | 0,0 | 10,0 |
| 1996-1997 | Houston Rockets     | 25  | 0  | 15,6 | 41,9 | 32,1 | 100  | 1,2 | 2,6 | 0,7 | 0,0 | 5,0  |
| 1997-1998 | Houston Rockets     | 72  | 2  | 18,5 | 41,3 | 39,0 | 78,6 | 1,5 | 2,7 | 0,7 | 0,1 | 5,6  |
| 1998-1999 | Houston Rockets     | 40  | 6  | 20,2 | 48,3 | 41,1 | 75,4 | 2,0 | 2,8 | 0,8 | 0,0 | 7,3  |
| 1999-2000 | Vancouver Grizzlies | 41  | 0  | 10,3 | 34,5 | 36,8 | 87,2 | 0,9 | 1,7 | 0,4 | 0,0 | 3,4  |
| 2000-2001 | Vancouver Grizzlies | 6   | 0  | 5,0  | 27,3 | 25,0 | 85,7 | 0,7 | 0,8 | 0,3 | 0,0 | 2,2  |
| 2001-2002 | Sacramento Kings    | 20  | 0  | 4,5  | 33,3 | 26,7 | 69,2 | 0,4 | 0,5 | 0,2 | 0,1 | 1,6  |
| Carriera  | Carriera            | 418 | 80 | 16,8 | 42,6 | 38,7 | 82,4 | 1,6 | 3,0 | 0,7 | 0,0 | 5,9  |

#### Playoffs
| Anno     | Squadra         | PG | PT | MP   | TC%  | 3P%  | TL%  | RP  | AP  | PRP | SP  | PP  |
| -------- | --------------- | -- | -- | ---- | ---- | ---- | ---- | --- | --- | --- | --- | --- |
| 1998     | Houston Rockets | 5  | 0  | 15,0 | 40,0 | 38,5 | 66,7 | 1,8 | 1,2 | 0,8 | 0,0 | 3,8 |
| 1999     | Houston Rockets | 4  | 0  | 24,5 | 45,8 | 35,7 | 100  | 2,0 | 3,5 | 1,0 | 0,3 | 8,3 |
| Carriera | Carriera        | 9  | 0  | 19,2 | 43,6 | 37,0 | 88,9 | 1,9 | 2,2 | 0,9 | 0,1 | 5,8 |